# Екстремни правила (2010)
„Екстремни правила 2010“ (Extreme Rules 2010) е турнир на Световната федерация по кеч.
Турнирът е pay-per-view и се провежда на 25 април 2010 г. на „Първата Маринър Арена“.

## Мачове
| #        | Мач | Правила                                                                        | Време |
| -------- | --- | ------------------------------------------------------------------------------ | ----- |
| Дарк мач | Кофи Кингстън победи Долф Зиглър                                                                                          | Сингъл мач                                                                     | 09:36 |
| 1        | Тайсън Кид и Дейвид Харт Смит (с Наталия (кечист) победиха Грамадата и Миз, Джон Морисън и Ар Труф, Ем Ви Пи и Марк Хенри | Ако Грамадата и Миз загубят мача печелившият отбор ще спечелят отборните титли | 05:18 |
| 2        | Си Ем Пънк победи Рей Мистерио                                                                                            | Мач на косата: ако Пънк загуби, главата му би била спасена от Рей Мистерио.    | 15:57 |
| 3        | Джей Ти Джи победи Шед Гаспар                                                                                             | Страп мач                                                                      | 04:41 |
| 4        | Джак Суагър (c) победи Ранди Ортън                                                                                        | Екстремни правила мач за световната титла в тежка категория                    | 13:59 |
| 5        | Шеймъс победи Трите Хикса                                                                                                 | Уличен бой                                                                     | 15:46 |
| 6        | Бет Финикс победи Мишел Маккул (c) (с Вики Гереро и Лейла)                                                                | Екстремно преобразяване мач за титлата при жените                              | 06:32 |
| 7        | Острието победи Крис Джерико                                                                                              | Мач стоманена клетка                                                           | 19:59 |
| 8        | Джон Сина (c) победи Батиста                                                                                              | Последния оцелял мач за титлата на световната федерация по кеч                 | 24:34 |